# Krzysztof Leszczyński (bokser)
Krzysztof Leszczyński – polski bokser amatorski, brązowy medalista mistrzostw Polski (1989) w kategorii muszej. Podczas swojej kariery amatorskiej reprezentował barwy Stoczniowca Gdańsk.

## Kariera amatorska
Dwukrotnie startował na mistrzostwach Polski seniorów w roku 1987 oraz 1989, rywalizując w kategorii papierowej oraz muszej. W 1987 r. doszedł do ćwierćfinału, w którym przegrał na punkty (0:5) z zawodnikiem Carbo Gliwice Januszem Klubą. W 1989 roku zdobył brązowy medal podczas mistrzostw Polski w Łodzi, rywalizując w kategorii muszej. Miejsce na podium zapewnił sobie po punktowym zwycięstwie (3:2) w ćwierćfinale nad reprezentantem GKS Katowice, Januszem Froelichem. W półfinale przegrał na punkty (0:5) z późniejszym zwycięzcą tych mistrzostw, zawodnikiem Gwardii Warszawa Sławomirem Miedzińskim.
W marcu 1990 podczas meczu Sparta Flensburg vs. Stoczniowiec Gdańsk, Leszczyński przegrał przez nokaut w pierwszej rundzie z NRD Jensem Meukowem.